# Barbara Jelić Ružić
Barbara Jelić Ružić (Novo Mesto, 8. svibnja 1977.) hrvatska je odbojkašica
Rođena je u športskoj obitelji, otac Ivica Jelić odbojkaški je trener, a majka odbojkašica. Od rane mladosti, pokazivala je talent za odbojku. Već nakon osnovne škole, potpuno se posvetila tom športu. Igrala je za zagrebačku "Mladost". Sa 17 godina, uspješno je igrala u japanskoj ligi, a kasnije u talijanskoj i turskoj ligi. 
Već s 15 godina, nastupila je za hrvatsku reprezentaciju, koja je tada bila uspješna i predvođena ruskim odbojkašicama: Irinom Kirilovom, Tatjanom Sidorenko i Jelenom Čebukinom. Na Europskim prvenstvima 1995., 1997. i 1999., s reprezentacijom osvojila je tri srebrne medalje. Njezin otac Ivica Jelić bio je trener reprezentacije. Uspjeh je bio i 6. mjesto na Svjetskom prvenstvu 1998. u Japanu te 7. mjesto na Olimpijskim igrama 2000. u Sydneyu. Barbara Jelić igrala je na visokoj razini, postizala je velik broj poena, nekada više nego sve ostale igračice u ekipi zajedno. Bila je najbolji strijelac na Svjetskom prvenstvu 1998., Svjetskom kupu 1999. i u kvalifikacijama za Olimpijske igre 2000. Završila je karijeru 2004., ali je nakratko opet igrala za reprezentaciju na Europskom prvenstvu 2005. u Hrvatskoj. Ozlijedila se pri kraju natjecanja, reprezentacija je završila osma.
Proglašena je najboljom odbojkašicom svijeta 1999., 2000. i 2001., najboljom odbojkašicom Europe 2000. te najboljom igračicom Olimpijskih igrara 2000. 
Udala se 2001. za košarkaša Tomislava Ružića s kojim ima kćer i sina.